# Closteropus speciosus
Closteropus speciosus là một loài bọ cánh cứng trong họ Cerambycidae.